# Kulturcenter Mariehøj
Kulturcenter Mariehøj er et kultur- og fritidscenter beliggende i en tidligere skole på Øverødvej 246 i Gammel Holte. Komplekset består af den gamle hovedbygning fra 1924 og nyere tilbygninger fra 1958, tegnet af daværende Søllerød Kommune. De sidste bygninger er fra 1975-1978.
Frem til 1988 fungerede bygningerne som folkeskole, og siden har bygningerne dannet rammen om forskellige kultur-, undervisnings- og idrætsaktiviteter samt administration og børnehave.
Kulturcenteret er opkaldt efter højen Mariehøj, som ligger nær ved, og denne høj fik sit navn af Laurids de Thurah, der opkaldte højen efter sin hustru Christiane Marie de Thurah, født Kiær de Kiærskiold.

## Faciliteter
Bygningerne har et areal på over 8.000 m2, og de udendørs områder der er tilknyttet er på over 8 hektar.
Mariehøj har bl.a. en stor boldsal samt værkstedsfunktioner med musik- foto, male- og sløjdlokaler samt en række mødelokaler. Derudover er der to udendørs hundebaner, en petanquebane og en bane til modelbiler.